# 截尾鸚嘴魚
截尾鸚嘴魚，又名雜紋鸚哥魚，俗名鸚哥、青衣、青衫（雄）、蠔魚（雌），為輻鰭魚綱鱸形目隆頭魚亞目鸚哥魚科的一個種。

## 分布
本魚分布於西太平洋區，包括泰國、馬來西亞、台灣、琉球群島、菲律賓、印尼、新幾內亞、新喀里多尼亞、澳洲、加羅林群島、帛琉等海域。

## 深度
水深1至30公尺。

## 特徵
本魚體延長而略側扁。頭部輪廓呈平滑的弧型。開始型雌魚，體淡棕紅色，腹部色淡。具稍圓形的截型尾。終端型雄魚，體深藍綠色，各鱗片具紅色短斑。腹部具2條綠色縱紋。頰部為鮭魚紅色。吻部及眼四周具不規則的紅色斑紋。尾鰭為棕黃色及綠色相間的交錯斑紋，外鑲有藍色斑紋。具截型尾。齒板之外表面平滑，上齒板幾被上唇所覆蓋；上齒板具0-2犬齒；每一上咽骨具1列臼齒狀之咽頭齒。背鰭硬棘9枚、背鰭軟條10枚、臀鰭硬棘3枚、臀鰭軟條9枚。體長可達40公分。

## 生態
本魚生活於較混濁的礁湖，或成群地棲息於離岸較遠的珊瑚礁區海域。以啃食水底的藻類與珊瑚為食。

## 經濟利用
食用魚，食用時先用鹽醃再用溫火烤食。另外可飼養於水族館觀賞。